# The Phantom of the Opera (musical)
 For alternative betydninger, se The Phantom of the Opera (flertydig). (Se også artikler, som begynder med The Phantom of the Opera)
The Phantom of the Opera er en musical af Andrew Lloyd Webber. Originalopsætningen havde premiere 9. oktober 1986 på 'Her Majesty's Theatre' i London, instrueret af Harold Prince, scenografi af Maria Björnson og tekster af Charles Hart (originale tekster af Richard Stilgoe). Musicalen spiller stadig i London og på Broadway.

## Handlingen
Handlingen er baseret på romanen "Le Fântome de l'Opéra" fra 1910 af den franske forfatter Gaston Leroux. Musicalen foregår i Pariseroperaen i Frankrig, hvor den unge Christine er balletpige. Prøverne på operaen Hannibal bliver forstyrret af diverse uheld og ulykker, som sætter liv i rygtet om Fantomet i operaen, som efter sigende skulle være et frygteligt syn på grund af sit vansirede ansigt. Det viser sig, at Christine hver nat får besøg af Fantomet, som (imens han giver sig ud for at være en musikengel sendt fra Christines afdøde far) lærer hende at synge smukt som ingen andre. Snart får Christine større og større roller i operaens opsætninger, men hun møder samtidig sin gamle barndomsven Raoul. Dette huer dog ikke Fantomet...

## Personer
- Fantomet (Tenor/Baryton): Er musikkens engel for Christine, og er dybt forelsket i hende og hendes stemme. Han gemmer sig under operaen pga. sit udseende.
- Christine (Sopran): Talentfuld sanger, men fungerer oprindeligt som balletdanserinde i operaen. Fantomet tager hende under sine vinger og sørger for hendes fremgang.
- Raoul (Baryton): Barndomsven til Christine. Han opdager hvad Fantomet egentlig har gang i og forsøger at få det standset. Han er involveret i operaen som sponsor.
- Carlotta Giudicelli (Sopran) — Den førende sopran på operaen- med store primmadonnanykker. Bliver jaloux på Christine over hendes succes.
- Monsieur Richard Firmin (Baryton) — Direktør på Opéra Populaire. Tænker mere på økonomi end kunst.
- Monsieur Gilles André (Baryton) — Direktør på Opéra Populaire. Tænker mere på kunst end økonomi.
- Madame Giry (Mezzo-sopran) — Leder af operaens balletafdeling. Hun er talerør for Fantomet og leverer hans breve til direktionen.
- Meg Giry (Mezzo-sopran) — Madame Girys datter, medlem af balletkorspet og Christines bedste ven.
- Ubaldo Piangi (Tenor) — Operaens førende tenor og Carlottas mand.
- Joseph Buquet (Baryton/bas) — Operaens scenechef, har desuden viden om Fantomet.
- Monsieur Lefèvre (Talerolle) — Tidligere ejer af operaen.
- Monsieur Reyer (Talerolle) — Operaens hoved-instruktør og leder af kor/sang afdelingen.

## Sange
Generelt er stilen meget klassisk og nærmer sig få gange opera. Enkelte sange bærer præg af disharmoni, synth-pop og rock.
| - Prolog - Ouverture - Think of Me (Tænk på mig) - Angel of Music (Musikkens engel) - Little Lotte/The Mirror (Lille lotte/Spejlet) - The Phantom of the Opera (Operafantomet) - The Music of the Night (Nattens dragende musik) - I Remember/Stranger Than You Dreamt It (Jeg kan huske ganske svagt/Værre end du anede) - Magical Lasso (Den indiske tryllelasso) - Notes.../Prima Donna (Breve/Prima Donna) - Poor Fool, He Makes Me Laugh (Il Muto)(Åh, stakkels gamle nar) - Why Have You Brought Me Here?/Raoul, I've Been There (Sig hvorfor er vi her?/Raoul, jeg var der) - All I Ask of You (Det er min bøn til dig) - All I Ask of You (Reprise) (Fantomets bøn til dig) | - Entr'acte - Masquerade/Why So Silent...? (Maskebal/Hvorfor tier de...? - Notes.../Twisted Every Way (Breve/Her står jeg fortumlet) - Wishing You Were Somehow Here Again (Var du bare her hos mig igen) - Wandering Child/Bravo, Monsieur! (Vildfarne barn/Bravo, Monsiuer!) - The Point of No Return (Ingen vej tilbage) - Down Once More/Track Down This Murderer (Ned igen/Følg efter morderen) |

## Orkestrering
'The Phantom of the Opera' har, i London, et orkester på ca. 27 musikere. Dette er flere end man normalt ser i musicalopsætninger. I alt involveres 17 instrumenter.
| - Fløjte/Piccolo - Fløjte/Klarinet - Obo/Engelskhorn | - Bb-Klarinet/Bas-klarinet/Eb-klarinet - Fagot - 3 Horn | - 2 Trompetertrompeter - Trombone - Percussion | - Harpe - 2 Keyboards - Violiner I-VII | - Bratsch I-II - Cello I-II - Kontrabas |

Pre-optagede instrumenter: Orgel, synthesizers, synth. trommer, enkelte gange også: elektrisk guitar, elektrisk bas.

## Andre opsætninger

### Den danske opsætning
SuThe Phantom of the Opera har været opsat på Det Ny Teater i København. Forestillingen havde premiere i 2000 og spillede frem til 2002. Den blev igen opsat i 2003 og i forbindelse med teatrets 100-års jubilæum også i 2009. Opsætningen har været en stor succes og over 550.000 har set forestillingen. I 2018 blev den opsat på teatret endnu en gang, og har nået at spille sin 700. forestilling i København. Premieren i 2000 blev sunget af Flemming Enevold som Fantomet og Susanne Elmark som Christine Daae.
Følgende skuespillere har spillet hovedrollerne:
- Fantomet: Peter Jorde (2000-2002), Flemming Enevold (2003), Preben Kristensen (2009), Jørn Pedersen (2009), Tomas Ambt Kofod (2018), John Martin Bengtsson (2018)
- Christine Daaé: Susanne Elmark, Hanne Damm, Viktoria Krantz, Agnete Munk Rasmussen, Mia Karlsson, Teresia Bokor, Sibylle Glosted (2018), Isabel Schwartzbach (2018), Cassandra Lemoine (2018)
- Raoul, Grev de Chagny: Tomas Ambt Kofod, Björn Olsson, Christian Lund
- Monsieur Firmin: Steen Springborg, Carl Christian Rasmussen
- Monsieur André: Kristian Boland, Morten Staugaard
- Carlotta Giudicelli: Vera Borisova, Karin Fridh, Eva Hess Thaysen, Rita Saxmark, Eva Malmgren, Malin Landing, Louise Fribo
- Madame Giry: Bodil Øland, Elisabeth Halling, Marie Bo, Monica Einarsson, Eline Denice Risager
- Meg Giry: Anna Grönros, Jennifer Wagstaffe, Imogen-lily Ash

## Efterfølger
D. 9. marts var der premiere på efterfølgeren "Love never Dies", der fortsætter 10 år efter den oprindelige historie. Handlingen er flyttet til New York og trekantsdramaet mellem Raoul, Fantomet og Christine tages op igen. Forestillingen spiller på Adelphi Theatre i Londons "West End", og har navne som Ramin Karimloo og Sierra Boggess, der begge har spillet hovedrollerne i den originale opsætning.